# Guerra franco-thailandese
La guerra franco-thailandese (in francese guerre franco-thaïlandaise; in thailandese กรณีพิพาทอินโดจีน, Konniphiphat Indochin) fu combattuta tra l'Indocina francese e il Regno di Thailandia tra l'ottobre 1940 e il 9 maggio 1941. Le ostilità terminarono grazie alla mediazione giapponese dopo diversi scontri lungo le frontiere, una battaglia navale che vide prevalere i francesi ed un raid aereo altamente distruttivo dei thailandesi sulle basi aeree nemiche.

## Contesto storico
Il primo significativo contatto tra Francia e Siam avvenne nel 1867, quando re Rama IV rinunciò alle rivendicazioni siamesi sulla totalità della Cambogia riconoscendo la sovranità sulla maggior parte di quel Paese ai francesi, che in cambio riconobbero la sovranità siamese sui territori cambogiani corrispondenti alle odierne province nord-occidentali di Battambang, Siem Reap, Pailin, Oddar Meanchey e Banteay Meanchey. Durante il regno di Rama V (dal 1868 al 1910), l'espansionismo francese portò nel 1893 alla guerra franco-siamese, con cui il governo di Bangkok fu costretto a cedere alla neonata Indocina francese tutti i territori laotiani ad est del Mekong.
Grazie agli accordi di Londra del 1896 con i britannici, i francesi ottennero carta bianca per la definizione dei confini tra Indocina e Siam. Nel febbraio del 1904 costrinsero i siamesi a cedere le zone ad ovest del Mekong facenti parte delle odierne province laotiane di Xaignabouli e Champasak. Con gli accordi del 1907, i siamesi cedettero al Protettorato francese di Cambogia i territori di Battambang, Siem Reap, Pailin, Oddar Meanchey e Sisophon. Furono queste le ultime modifiche dei confini prima del conflitto del 1940-1941.

## Premesse
Poco prima dello scoppio della seconda guerra mondiale, il governo francese aveva accettato di ridiscutere i confini comuni tra l'Indocina francese e la Thailandia a favore di quest'ultima. Nel giugno del 1940 la Germania nazista portò a termine l'occupazione della Francia, che fu quindi controllata dal governo collaborazionista di Vichy filo-tedesco. Nel periodo successivo i francesi non riuscirono a rifornire a dovere le colonie. Le truppe dell'Impero del Giappone erano dal 1937 impegnate nella seconda guerra sino-giapponese; per interrompere gli aiuti degli Stati Uniti alla Cina, approfittarono della debolezza dei francesi e nel settembre del 1940 occuparono il nord del Vietnam.
Queste vicende aprirono uno spiraglio per le ambizioni thailandesi di riprendere il controllo dei territori ceduti ai francesi durante il regno di Rama V. Il primo ministro thailandese Plaek Phibunsongkhram, noto come Phibun, da alcuni anni stava coltivando i rapporti con il Giappone, affascinato dalla potenza del suo apparato militare.

## Il conflitto
Phibun decise di recuperare con la forza questi territori, grazie anche ai moderni aerei da combattimento forniti dal Giappone e a una marina numericamente consistente. La prima fase della guerra vide una vittoriosa avanzata dei thailandesi in territorio laotiano e, con minor successo, in quello cambogiano. I thai trassero vantaggio da una grande mobilità, dalla sorpresa strategica, dall'uso di (antiquati) carri armati leggeri di progettazione britannica e dalla superiorità delle artiglierie. La resistenza francese tese ad irrigidirsi man mano che si allontanava dai confini e che i battaglioni d'élite della legione straniera e delle truppe coloniali (algerine e vietnamite) giungevano al fronte. I siamesi avevano però il grande vantaggio di operare con le truppe già raccolte in divisioni e in quattro corpi d'armata, mentre i francesi operavano con battaglioni per lo più isolati o disordinatamente raggruppati, difficili  da organizzare in formazioni adeguate.
Il 17 gennaio 1941, nella battaglia navale di Koh-Chang, una squadra francese composta dall'incrociatore leggero Lamotte-Picquet, gli avvisi coloniali Dumont d'Urville ed Amiral Charner, e le cannoniere più vecchie Tahure e Marne, avendo avuto l'incarico di colpire alcuni obiettivi sulla costa thailandese ma prive praticamente di protezione aerea, colpì le navi ancorate nella baia omonima, approfittando della copertura visuale di alcuni isolotti. Dopo la battaglia, le siluranti HTMS Chonburi e HTMS Songhkla erano affondate, la HTMS Thonburi gravemente danneggiata.
In risposta, il 24 gennaio, in una violenta battaglia aerea i bombardieri thailandesi attaccarono gli aeroporti francesi ad Angkor vicino a Siem Reap. L'ultima missione di attacco iniziò alle 7:10 del 28 gennaio, con il raid effettuato su Sisophon dai Martin B-10 della 50ª squadriglia bombardieri, scortata da 13 caccia Hawk 75N della 60ª squadriglia caccia.

## Fine delle ostilità
I giapponesi, direttamente interessati ad infiltrarsi nella regione, mediarono un cessate il fuoco che divenne esecutivo alle 10.00 del 28 gennaio e costrinsero i francesi a cedere i territori contesi nel trattato firmato a Tokyo il 9 maggio 1941.

## Galleria d'immagini

La battaglia di Koh Chang
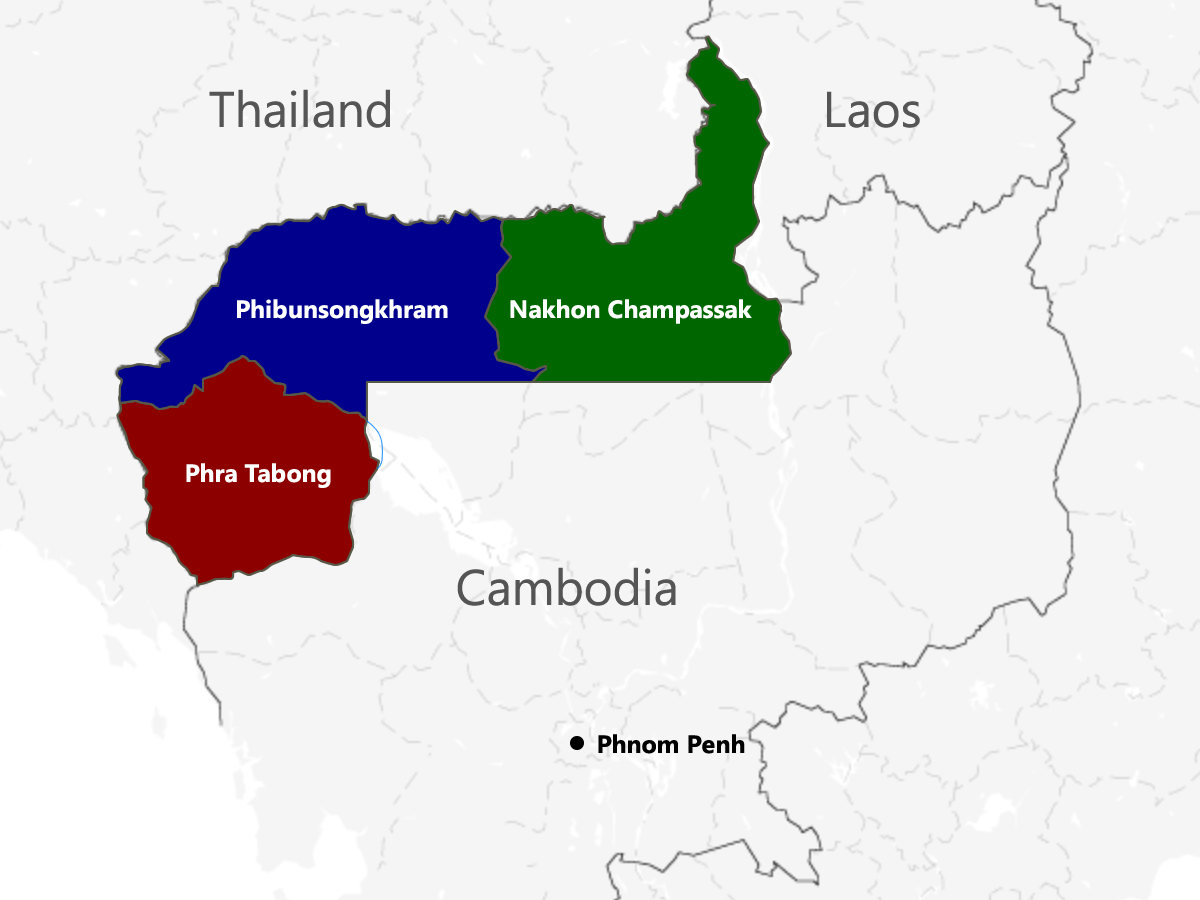
Province thailandesi istituite nei territori cambogiani ceduti dai francesi alla fine del conflitto
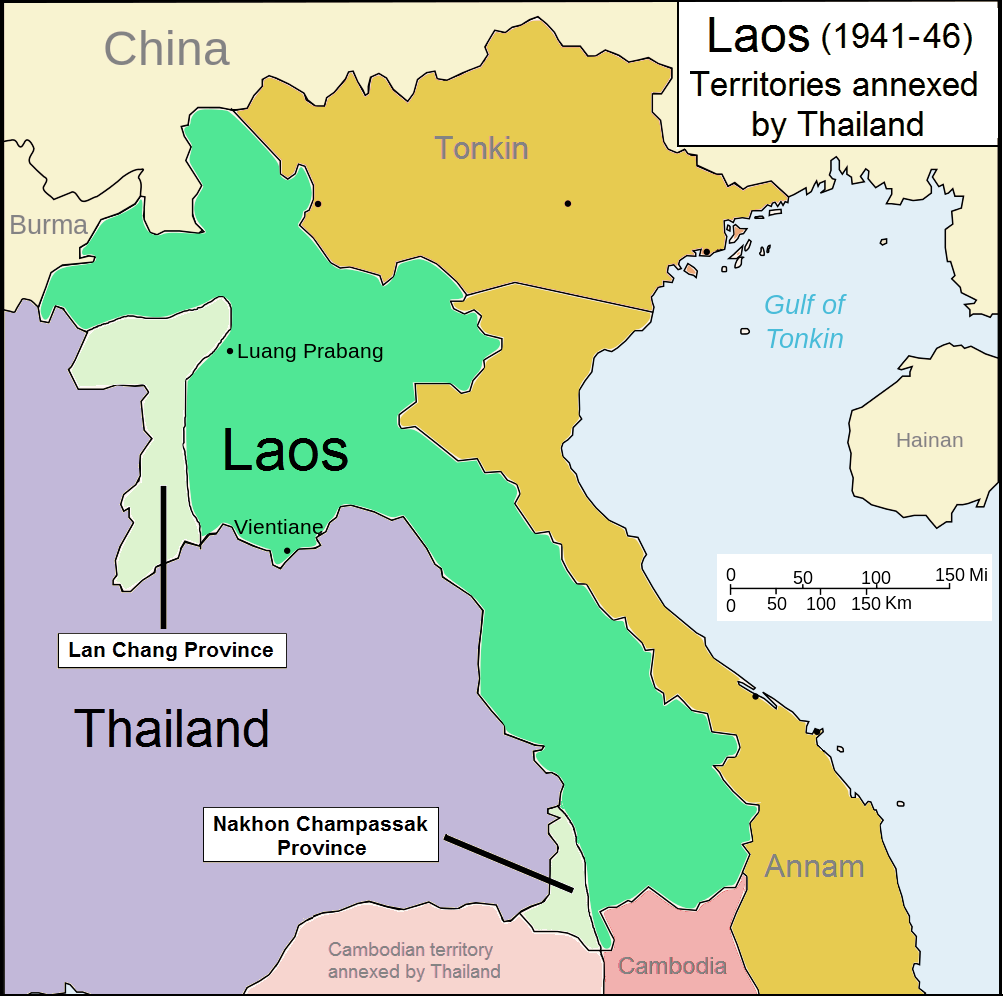
Province thailandesi istituite nei territori laotiani ceduti dai francesi alla fine del conflitto